# دائرة كرزاز
دائرة كرزاز إحدى دوائر ولاية بني عباس الجزائرية . عاصمتها هي كرزاز وتضم بلديات : 
- بني يخلف
- كرزاز
- تيمودي